# Edward Rutledge
Edward Rutledge (ur. 23 listopada 1749 w Christ Church Parish (Karolina Południowa), zm. 23 stycznia 1800 w Charleston (Karolina Południowa) – amerykański delegat Kongresu Kontynentalnego ze stanu Karolina Południowa, najmłodszy sygnatariusz Deklaracji Niepodległości Stanów Zjednoczonych.

## Życiorys
Edward Rutledge, amerykański polityk, 39. gubernator Karoliny Południowej; urodził się w Christ Church Parish, w stanie Karolina Południowa, ukończył studia przygotowawcze, studiował prawo na Middle Temple w Londynie; po studiach powrócił do Karoliny Południowej, został przyjęty do palestry i rozpoczął praktykę w 1773 r.; członek Kongresu Kontynentalnego w latach 1774/76; członek zgromadzenia ogólnego w 1778 r.; wybrany członkiem Kongresu Kontynentalnego w 1779 r., ale nie przyjął wyboru; kapitan batalionu artylerii milicja stanu Karolina Południowa w wojnie o niepodległość Stanów Zjednoczonych w Charleston; wzięty do brytyjskiej niewoli w Charleston 12 maja 1780 r., uwięziony w St. Augustine do lipca 1781 r.; zmarł w Charleston, w stanu Karolina Południowa.